# Buseto Palizzolo

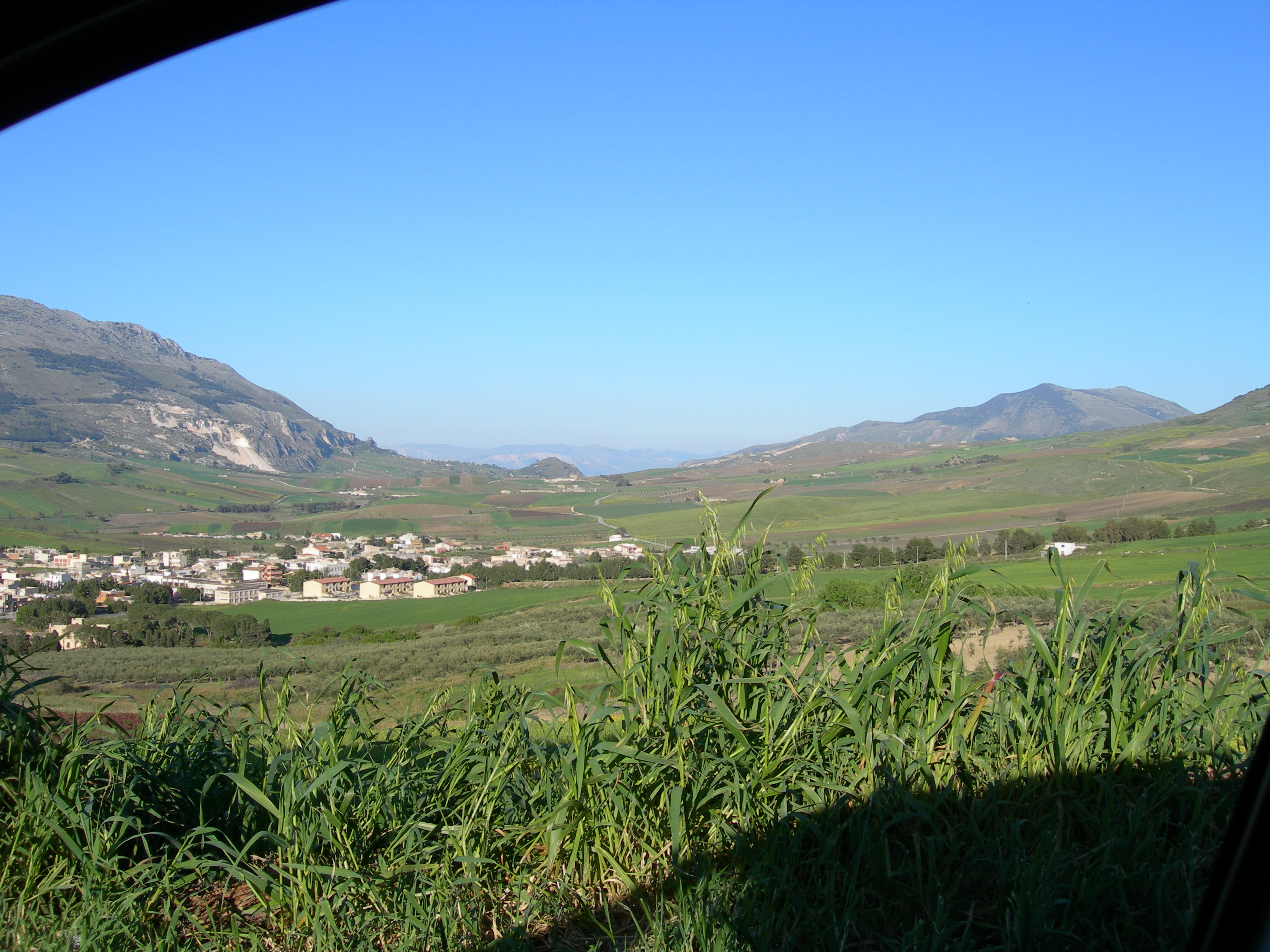
Buseto

Buseto Palizzolo is een gemeente in de Italiaanse provincie Trapani (regio Sicilië) en telt 3198 inwoners (31-12-2004). De oppervlakte bedraagt 72,7 km², de bevolkingsdichtheid is 44 inwoners per km².

## Demografie
Buseto Palizzolo telt ongeveer 1256 huishoudens. Het aantal inwoners daalde in de periode 1991-2001 met 0,4% volgens cijfers uit de tienjaarlijkse volkstellingen van ISTAT.
| Jaar | Inwoneraantal |
| ---- | ------------- |
| 1991 | 3210          |
| 2001 | 3197          |

## Geografie
De gemeente ligt op ongeveer 249 m boven zeeniveau.
Buseto Palizzolo grenst aan de volgende gemeenten: Calatafimi-Segesta, Castellammare del Golfo, Custonaci, Erice, Trapani, Valderice.